# Моевка (Черневецкий район)
Моевка (укр. Моївка) — село в Черневецком районе Винницкой области Украины.

## История
Являлась деревней Ямпольского уезда Подольской губернии Российской империи.
В 1885 году здесь насчитывалось 152 двора и 600 жителей, действовали сахарный завод и кирпичный завод.
В ходе Великой Отечественной войны в 1941—1944 гг. село было оккупировано немецкими войсками. В войне приняли участие 600 жителей села, 414 из них были награждены орденами и медалями СССР.
В 1972 году Моевка являлась центром сельсовета, население села составляло 3023 человека. Здесь находились центральная усадьба колхоза «1 Травня» смешанной (растениеводческо-животноводческой) направленности (за которым было закреплено 1871 гектаров земли), действовали сахарный завод, средняя школа, клуб, библиотека, больница и фельдшерско-акушерский пункт.
По переписи 2001 года население составляло 1910 человек.

## Транспорт
Село находится в 40 км от ближайшей железнодорожной станции Вапнярка.

## Адрес местного совета
24133, Винницкая область, Черневецкий р-н, с. Моевка, ул. Ленина, 23